# Charlotte von Stein

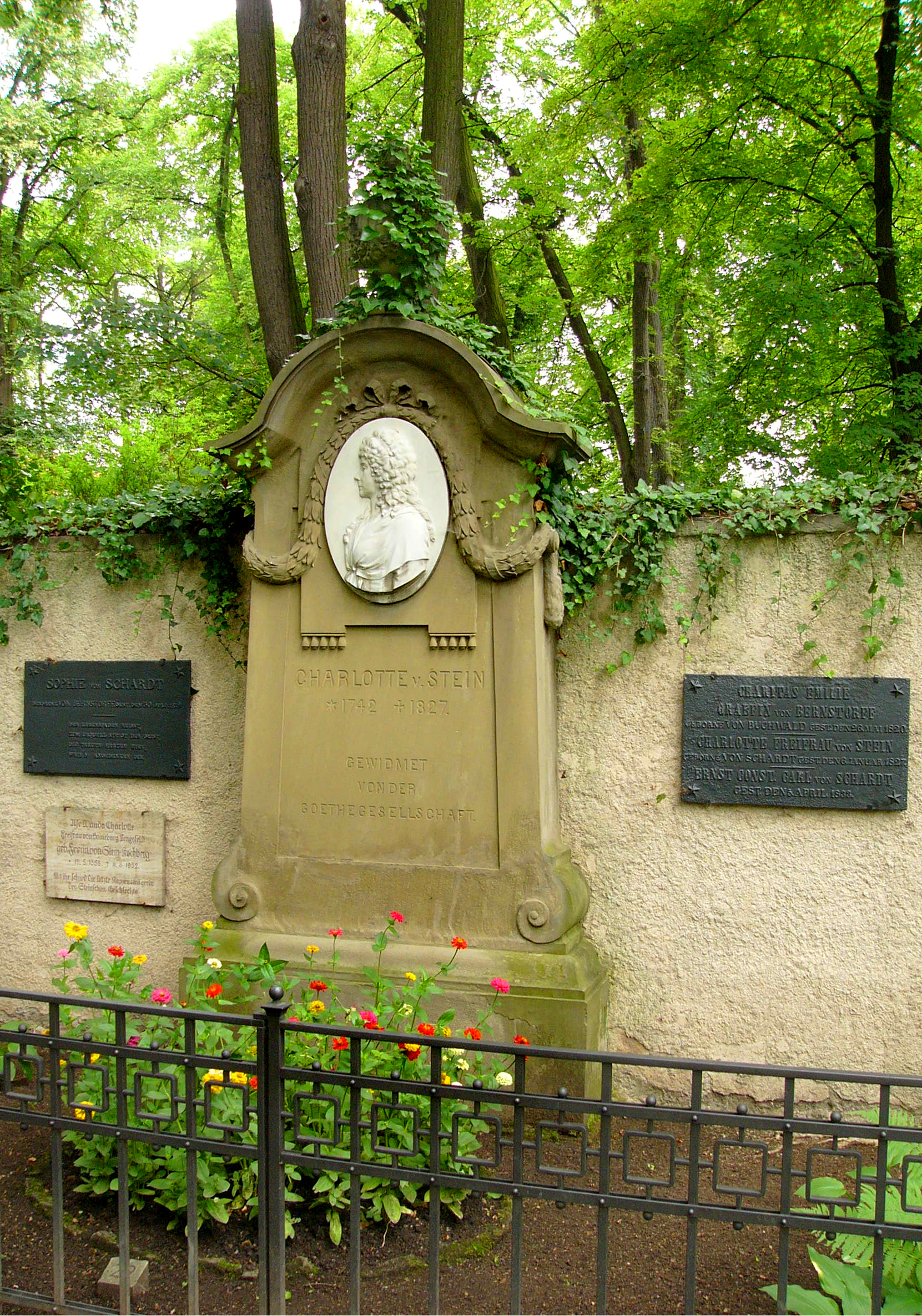
La tombe de Charlotte von Stein au cimetière historique de Weimar.

Pour les articles homonymes, voir von Stein.
Charlotte Albertine Ernestine von Stein (née von Schardt le 25 décembre 1742 à Eisenach, † le 6 janvier 1827 à Weimar) est une dame d'honneur de la duchesse Anne-Amélie de Brunswick à la cour ducale de Weimar, une proche confidente de la duchesse Louise de Hesse-Darmstadt, et également une amie proche de Goethe, de la famille de Johann Gottfried von Herder et de Schiller, dont les œuvres et les vies furent fortement influencées par elle. Elle est la sœur cadette de Ernst von Schardt Carl Constantin. Elle est aussi l'autrice de quatre drames, ainsi que de deux autres œuvres aujourd'hui perdues.

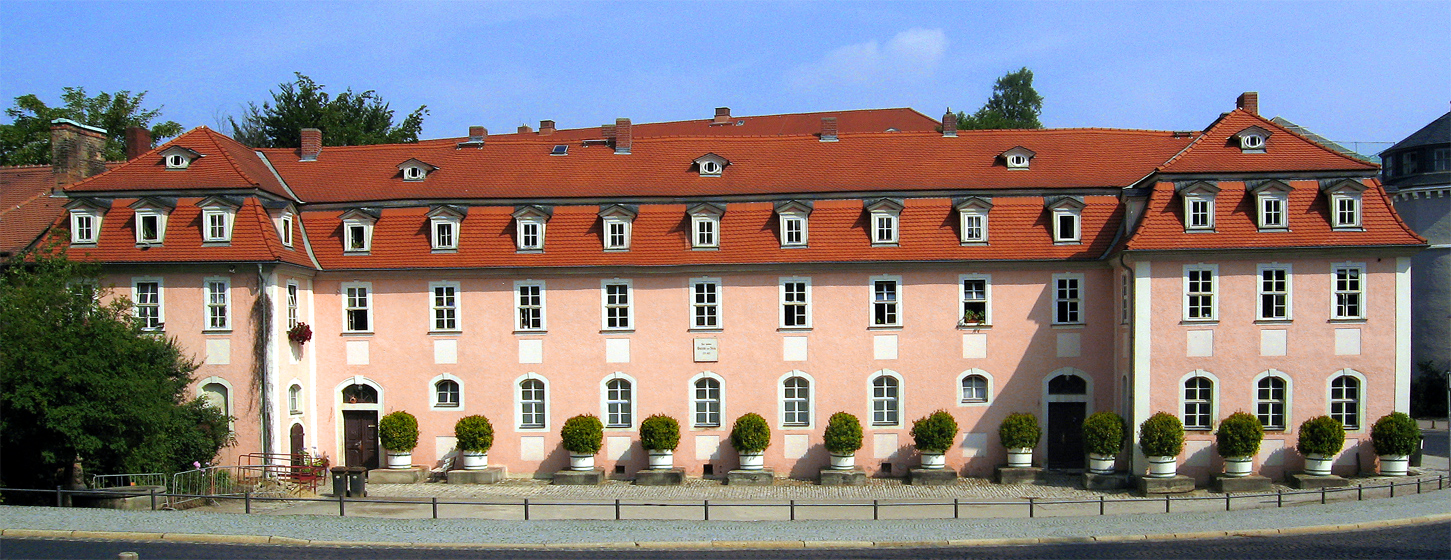
Sa maison à Weimar.

## Biographie

### Enfance
Charlotte Albertine Ernestine von Stein est la fille du maréchal de la cour de Weimar, Johann Wilhelm Christian von Schardt, et de Concordia Elisabeth, son épouse, d'ascendance écossaise.
Ses parents déménagent à Weimar, alors qu'elle est toute jeune. Son éducation, qui la prépare à un rôle de demoiselle d'honneur, correspond à celle des jeunes filles de la bonne société : on lui enseigne la littérature, les beaux-arts, le chant et la danse. Elle se révèle discrète, spirituelle, gracieuse et dévouée à l'image de sa mère.

### Profession: dame d'honneur
En 1758, elle devient demoiselle d'honneur de la duchesse Anna Amalia, qu'elle sert jusqu'à la mort de celle-ci en 1807. Le 8 mai 1764, elle épouse l'écuyer du duc de Saxe-Weimar-Eisenach, Gottlob Ernst Josias Friedrich von Stein (né le 15 mars 1735, mort le 28 décembre 1793 à Großkochberg). La profession de son mari, qui l'oblige à beaucoup se déplacer, la laisse souvent seule. Pourtant de 1764 à 1773, elle donne naissance à sept enfants. Les quatre filles décèdent, tandis que les trois garçons, Karl, Ernst et Fritz, survivent. Physiquement épuisée après la naissance du dernier, elle doit suivre plusieurs cures.

### Rencontre avec Goethe
Admiratrice enthousiaste de Goethe, elle fait sa connaissance en novembre 1775. C'est le commencement d'une relation profonde qui durera près de douze ans. Bien qu'elle ait près de sept ans de plus que lui, qu'elle soit mariée et mère de sept enfants, Goethe ne tarde pas à l'aimer passionnément. L'amour de Goethe pour Charlotte von Stein est exposé dans environ 1700 lettres : il se bat désespérément pour gagner les faveurs de la dame qui, malgré sa fascination pour Goethe, reste initialement réservée devant ses assauts. En mai 1783, Goethe accueille chez lui son plus jeune fils, Fritz, alors âgé de onze ans, pour assurer son éducation, à la pleine satisfaction de Charlotte von Stein.
Lorsque, en 1786, Goethe entame son voyage de près de deux ans en Italie, sans même la prévenir, leur relation connaît une pause, et elle ne se rétablit pas vraiment après son retour. Leur rapprochement est rendu plus difficile par la relation amoureuse de Goethe avec une roturière, Christiane Vulpius, sœur de l'écrivain Christian August Vulpius. Goethe et Vulpius vivent maritalement de 1788 jusqu'en 1806, date de leur mariage.

### Solitude et mort
Il faut attendre 1800 pour que la relation entre Charlotte von Stein et Goethe se rétablisse, sans pourtant retrouver leur intimité d'avant. Lorsque son mari meurt en 1793, Charlotte se retire de la société et connaît une solitude de plus en plus grande. En 1794, elle écrit un drame inspiré de sa vie, Dido, où elle dépeint sa déception causée par l'attitude de Goethe. Elle y fait aussi allusion à ses relations avec d'autres membres de la cour, retraçant la situation à Weimar de 1770 à 1790. Cette pièce ne sera publiée qu'après sa mort, par Heinrich Düntzer (de) à Leipzig en 1867.
Elle meurt le 6 janvier 1827 à 85 ans.

### Nature de sa relation avec Goethe
Les spéculations sur la nature érotique, sexuelle ou platonique de la relation entre Charlotte von Stein et Goethe sont toutes restées stériles. La seule certitude est que cette histoire d'amour eut une signification biographique énorme pour les deux. Que le mari de Charlotte von Stein, Josias von Stein, n'ait probablement pas réagi à cette relation n'a rien d'inhabituel dans le cercle de la noblesse de Weimar, où les mariages se faisaient principalement pour des raisons économiques ou sociales.
Quatre ans après le retour de Goethe d'Italie, leur amitié se renoue, et elle durera alors jusqu'à la mort de Charlotte von Stein. Goethe mentionne son nom, même dans sa correspondance avec sa femme, et leur fils unique, August, est souvent envoyé chez elle, soit pour des leçons, soit pour des jeux.
De leur abondante correspondance, il ne reste que les lettres de Goethe. En effet, peu de temps avant sa mort, Charlotte lui demande de lui restituer ses lettres, qu'elle brûle. Il manque aussi les lettres écrites par Goethe en Italie, qu'il a dû lui réclamer pour s'en servir dans la composition de son Voyage en Italie.
On peut trouver certaines lettres de Charlotte von Stein dans :
- (de) Charlotte von Schiller, Friedrich von Schiller et Carl Ludwig von Urlichs, Charlotte von Schiller und ihre Freunde, Stuttgart, J. G. Cotta, 1860, 430 p. (OCLC 6080369, présentation en ligne)
- (de) Ludwig von Rohmann et Johann Wolfgang von Goethe, Briefe an Fritz von Stein, Leipzig, Insel Verlag, 1907, 306 p. (OCLC 7826095)

## Œuvre
Charlotte von Stein est aussi une femme de lettres. Elle est l'autrice de quatre drames dont l'attribution ne font aucun doute. Son œuvre a longtemps été ignorée, ou analysée uniquement sous le prisme de ses relations avec Goethe. En 2000, Susanne Kord a rassemblé et analysé cette œuvre, en se départant de ce prisme.
- (de) Rino (1776)
- (de) Dido (1794)
- (de) Neues Freiheitssystem oder die Verschwörungen gegen die Liebe (1798)
- (de) Die zwey Emilien (1803)

En 1803, Die zwey Emilien parait anonymement mais avec le nom de Schiller sur la page de titre. Quant à Dido, son drame le plus célèbre, il ne fut publié qu'après sa mort, en 1885.
On lui attribue aussi Die Probe, un drame qui a été perdu, ainsi que deux autres œuvres perdues elles aussi : une histoire étant probablement l'adaptation d'une histoire française et une autre comédie.